# Каллітея (футбольний клуб)
Футбольний клуб «Афіни Каллітея» (грец. Γυμναστικός Σύλλογος Καλλιθέας Ποδοσφαιρική Ανώνυμη Εταιρεία) — грецький футбольний клуб з передмістя Афін Каллітея, який грає в Грецькій Суперлізі, найвищому футбольному дивізіоні Греції. Найвищим досягненням клубу було дев'яте місце у найвищому дивізіоні Греції у сезоні 2004—2005 років, і 5 виходів до чвертьфіналу Кубка Греції (у сезонах 1969—1970, 1978—1979, 1986—1987, 2001—2002 та 2009—2010 років).

## Історія

### Заснування та ранні роки
Клуб був заснований 18 серпня 1966 року в результаті злиття 5 місцевих клубів: «Есперос», «Іракліс», «Каллітеас», «Каллітіакос» і «Пірсос».>
У 1970 році в Каллітеї було відкрито стадіон імені Григоріса Ламбракіса, названий на честь грецького ліберального політика та борця за мир Григоріса Ламбракіса.

### Підвищення до найвищого дивізіону
28 квітня 2002 року «Калітея» вперше вийшла до найвищого дивізіону Греції, перемігши з рахунком 1-0 клуб «Халкідона» на стадіоні «Неаполі» завдяки голу Теофаніса Гекаса. Першою перемогою клубу в найвищому грецькому дивізіоні стала перемога над ПАОКом 14 вересня 2002 року на стадіоні «Тумба» з рахунком 3-2 завдяки двом голам Гекаса. Після 4 сезонів у найвищому дивізіоні «Калітея» після сезону 2005—2006 років вибула до другого дивізіону.

### Новітня історія (з 2021 року)
У серпні 2021 року американський бізнесмен грецького походження Тед Філіпакос, який народився в Нью-Йорку, колишній генеральний директор і головний бренд-директор італійського клубу «Венеція», став власником клубу «Калітея» разом зі своїм братом і колишнім професійним футболістом Петросом Філіпакосом та інвестором Ендрю Барровеєм.
У сезоні 2021-22 «Каллітея» посіла друге місце в Суперлізі 2, відставши на 7 очок від переможця ліги «Левадіакоса», який і вийшов до Суперліги 1. Це був найуспішніший сезон для клубу з того часу, як він востаннє виступав у найвищому дивізіоні в сезоні 2005—2006.
У вересні 2022 року клуб змінив бренд на «Афіни Каллітея». Презентація ребрендингу клубу, проведеного лондонською компанією «Versus», та названого «одним із найчистіших футбольних ребрендингів за всю історію», була зустрінута широким схваленням у Греції, та за кордоном.
У сезоні 2022—2023 років «Каллітея» не змогла піднятися до Суперліги, відставши від переможця на одне очко, та посівши друге місце в Суперлізі 2 другий сезон поспіль. Після двох поспіль других місць «Каллітея» стала в сезоні 2023—2024 років чемпіоном південної групи Суперліги 2, і вийшла до Грецької Суперліги.

## Емблема і кольори
Перша емблема клубу «Каллітея» складалася з 4 колець, що представляли 4 клуби, які злилися в клуб «Каллітея» в 1966 році, а пізніше в емблемі стало 5 кілець з додаванням клубу «Пірсос» в 1967 році, що спричинило суперечки з Олімпійським комітетом Греції. У результаті клуб представив новий герб із 5 зірками по діагоналі. Кольори клубу були синьо-білі, які були кольорами двох основних клубів, які увійшли до складу команди, «Есперос Каллітеас» та «Іракліс Каллітеас».
У вересні 2022 року клуб змінив бренд на «Афіни Каллітея», і представив нову візуальну ідентичність, включаючи нову емблему, і додавання золотих акцентів на форму, та інший відтінок синього. Дизайнерські роботи виконала німецька студія «Bureau Borsche», яка також займалася ребрендингом міланського «Інтернаціонале» та «Венеції».